# Fahad Al-Ahmed Al-Jaber Al-Sabah
Le Cheikh Fahad Al-Ahmed Al-Jaber Al-Sabah (en arabe : فهد الأحمد الجابر الصباح), né le 10 août 1945 et mort le 2 août 1990, est un membre de la famille Al Sabah, famille régnante koweïtienne, et un officier militaire du Koweït qui est à l'origine de la création de la Fédération asiatique de handball et du Comité olympique du Koweït. Engagé avec l'Armée de terre koweïtienne, il meurt à l'occasion d'affrontements lors de la Prise du palais Dasman pendant la Guerre du Golfe envahi par l'armée irakienne. Son fils, Ahmad al-Fahd al-Sabah, est un ancien président de l'OPEP et ancien ministre du pétrole du Koweït.

## Biographie
Il est le fils d'Ahmad Al-Jaber Al-Sabah dit Ahmad 1er, émir du Koweït entre 1921 et 1950 et a grandi au Koweït. Il est membre des Forces armées koweïtiennes en tant qu'aspirant en 1963 puis poursuit sa formation militaire au Royaume-Uni en 1964. Il est promu Sous-lieutenant en 1965 puis First lieutenant en 1967. Enfin, en 1970, il est promu au rang de capitaine. Il a pris part à la Guerre des Six Jours.
Il est également très impliqué dans le développement des fédérations sportives au Koweït avec la création de la Fédération asiatique de handball et du Comité olympique du Koweït. Il est membre du Conseil olympique d'Asie (1980-1990), du Comité international olympique (1981-1990), vice-président de la Fédération internationale de handball (1980-1990), président de la Fédération asiatique de handball (1974-1990), président de la Fédération du Koweït de basket-ball (1974-1978) et président de la Fédération koweïtienne de handball (1974-1990).
Lors de la Coupe du monde de football de 1982, il interrompt une rencontre entre le Koweït et la France pour faire annuler un but de l'équipe de France inscrit par Alain Giresse sur une passe de Michel Platini. Quelques mois avant sa mort, le Cheikh Fahad présente ses excuses huit ans plus tard en invitant l'équipe de France au Koweït pour un stage, dont Michel Platini était alors le sélectionneur.